# 上麥田 (亞利桑那州)
上麥田（英語：Upper Wheatfields）是位於美國亞利桑那州阿帕契縣的一個非建制地區。該地的面積和人口皆未知。

## 地理
上麥田的座標為36°13′23″N 109°04′47″W / 36.22306°N 109.07972°W，而該地的平均海拔高度為2258米（即7408英尺）。